# Нестерово (Одесская область)
Нестерово (укр. Нестерове) — село, относится к Окнянскому району Одесской области Украины.
Население по переписи 2001 года составляло 202 человека. Почтовый индекс — 67952. Телефонный код — 4861. Занимает площадь 0,62 км². Код КОАТУУ — 5123183404.

## Местный совет
67952, Одесская обл., Окнянский р-н, с. Рымаровка